# Havasupai
Havasupai és una llengua yuma parlada pels havasupais al centre i oest d'Arizona. És parlada per menys de 450 persones a la reserva índia havasupai, a la part inferior de la Gran Canyó. És l'única llengua ameríndia als Estats Units parlada pel 100% de la seva població indígena. En 2005 el havasupai era la primera llengua dels residents de Supai, seu del govern tribal.
El dialecte havasupai és gairebé idèntic al dialecte hualapai, encara que els dos grups són socialment i políticament diferents (Kendall 1983:5). És una mica més allunyats dels dialectes yavapai. S'han publicat descripcions gramaticals, vocabularis i textos que documenten el havasupai (Mithun 1999:578).
Cap al 2004 progressava lentament "un projecte de traducció de la Bíblia Wycliffe ...amb la intenció de traduir l'Antic i el Nou Testament a l'idioma havasupai".